# 钮祜禄氏
钮祜禄氏（穆麟德轉寫：Niohuru hala）是满族姓氏，为满族八大姓之一，根据《八旗满洲氏族通谱》记载本为地名，还有一种说法认为钮祜禄氏出自金代女真姓氏女奚烈，又作粘合、粘割。至明代，其近世可考始祖索和济巴颜后裔散居于长白山英额（英萼峪）、安图瓜尔佳、瓦尔喀、倭赫法三，其余则分布倭济、札库木、珲春、佛阿拉、辉发等地方，于后金崛起时相继归附。清朝时期，世居长白山，清初和後金开国五大臣之一弘毅公额亦都，其家族最为显赫，有“郎半朝”之称（「郎」即「钮祜禄」的汉化写法）。额亦都之子遏必隆为康熙初年四大辅臣。乾隆年间权臣和珅也与该家族系出同宗，其远祖噶哈察鸾为额亦都伯祖。还有六位皇后出自该姓氏，分别为孝昭仁皇后（康熙帝第二位皇后）、孝圣宪皇后（雍正帝貴妃）、孝和睿皇后（嘉慶帝第二位皇后）、孝穆成皇后（道光帝元配嫡福晉）、孝全成皇后（道光帝第二位皇后，第三位正室）、孝贞显皇后（咸豐帝首位皇后，第二位正室），其中孝圣宪皇后为乾隆帝生母，孝全成皇后为咸丰帝生母，孝贞显皇后即同治年间两宫听政之一的慈安太后，四位當朝皇后出自此姓氏亦為清朝之最，遠超其他姓氏。民国以后，钮祜禄氏多以郎、钮、刘、郑、和、杨、邵、福、仇、侴（音“丑”）、金、赵等为汉姓。另有观点因钮祜禄氏改姓“郎”认為钮祜禄（满语：ᠨᡳᡠ᠋ᡥᡠᡵᡠ，转写：niuhuru）词源与“狼”（满语：ᠨᡳᡠ᠋ᡥᡝ，转写：niuhe）有关。

## 清代世家

### 索和济巴颜后裔

#### 额亦都家族

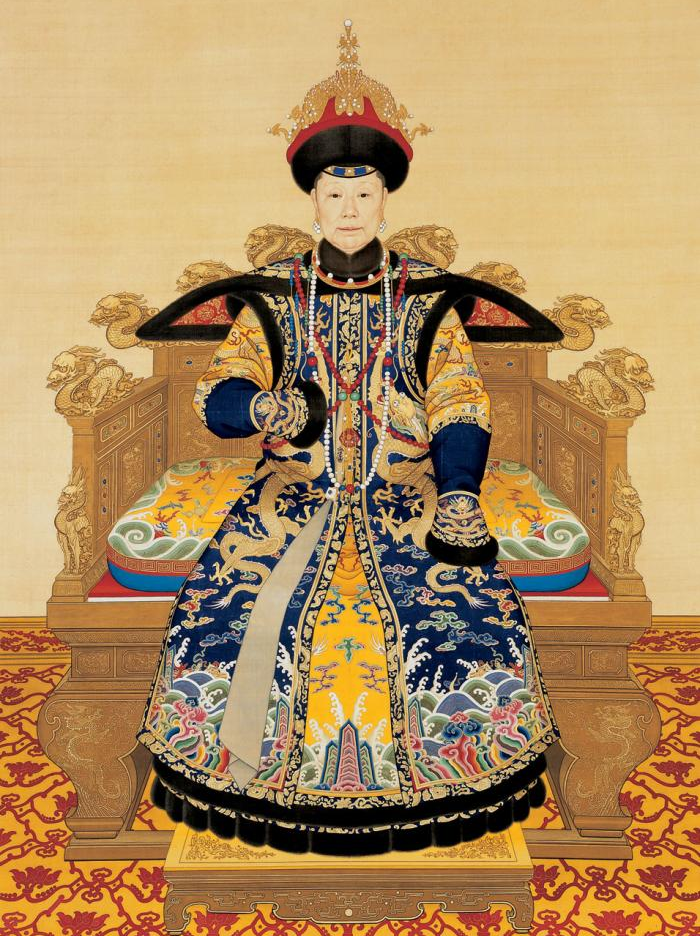
乾隆帝生母孝圣宪皇后为额亦都堂弟额亦腾曾孙女

鑲黃旗额亦都世居长白山，早年其父母被害，十三岁时报仇，此后避居嘉木湖村。数年后，清太祖努尔哈赤路过该地，额亦都与其交谈，认为非同常人，至此跟随努尔哈赤，成为其最早的部属之一。努尔哈赤起兵后，奉命攻取巴尔达城，额亦都勇渡浑河发动夜袭，负伤五十余处将其攻克，赐巴图鲁号。此后屡立战功，于古勒山参与击退叶赫等九部联军。因清太祖努爾哈赤之故，曾娶和硕公主穆库什，為額駙，授左翼总兵官、位列清初和後金开国五大臣之一，清太祖去世後，皇太極追赠额亦都為弘毅公，配享太庙，與費英東位列清太祖神位之左右，皇親國戚之中地位特別崇高。
额亦都生子十六人，长子班锡、次子达奇、三子车尔格、四子含岱、五子阿达海、六子达隆阿、七子茂海、八子图尔格、九子图尔锡、十子宜尔登、十一子鄂德、十二子额森、十三子绰哈尔、十四子恪尔特、十五子索浑、十六子遏必隆。其中班锡、阿达海、恪尔特任佐领，额森任副都统兼佐领，阿达海之子达达海历任銮仪卫掌衛事内大臣。
车尔格自幼随努尔哈赤征战，屡立战功，授三等子，任都统，从征朝鲜、锦州有功，任兵部承政，后因事革职，不久又委任副都统、工部侍郎、户部尚书等职，考绩合格授骑都尉，入关时加一云骑尉，其子法古达袭职遇恩诏晋三等轻车都尉，其亲弟拉哈达袭职后又两遇恩诏加至一等轻车都尉，因事降为三等轻车都尉，历任工部尚书、都统、议政大臣，先后授镇东将军、宁海将军从征福建有功，后因未能救海澄县功罪相抵，其子博雅袭职时改为骑都尉兼一云骑尉世职。车尔格之子陈泰任护军参领，从征锦州、北京、朝鲜、山海关、湖广、福建等屡立战功，几经升降，授一等子兼一云骑尉，历任都统、吏部尚书、国史院大学士兼佐领。因无嗣，其亲侄白启、侄孙善岱等先后袭职。车尔格之子巴喀原任副都统兼佐领。
图尔格从征山东有功授骑都尉，清军第一次围锦州时屡次击败松山、杏山来援明军，负伤二十三处仍殿后力战，优授为三等子。后明军突袭御营，图尔格射杀两人，击退明军，晋封三等公，历任十六大臣、都统、吏部尚书、内大臣。顺治帝追赠忠义公之号，配享太庙。图尔格次子科普索承袭三等公，遇恩诏晋封二等公，因罪夺爵，改以图尔格幼弟遏必隆承袭。图尔格之长子武尔格从征皮岛阵亡，赠骑都尉世职，由其亲弟之孙宝色袭职。
宜尔登从征北京，于锦州之围中深入洪承畴援军之中奋战，三处负伤，授为三等男，定鼎北京后晋为一等男，三遇恩诏优晋为二等伯，历任领侍卫内大臣、议政大臣。其孙噶都承袭二等伯，历任领侍卫内大臣、议政大臣兼佐领。噶都之子唐保住再袭，官至任奉天将军。唐保住之子瞻布袭职时改为一等男，后因事革退，由其亲叔恒徳袭职，官至察哈尔总管。此后，其亲侄伊星阿等相继袭爵。
鄂德任佐领，征朝鲜、锦州、山海关等地有功，授骑都尉，三遇恩诏加至二等轻车都尉，官至户部侍郎。由四子谟络浑袭职，官至御前头等侍卫、侍卫班领兼佐领，谟络浑之孙德龄袭职时改回骑都尉，为康熙壬辰科进士。此外，鄂德之三子瓦岱任议政大臣、都统兼佐领。
绰哈尔任佐领，授骑都尉，从征北京、山东有劳绩，历任议政大臣、兵部侍郎兼护军统领，攻锦州时阵亡，优赠为二等轻车都尉。由其子格赫理袭职，定鼎北京时授一等轻车都尉，其亲弟额赫理袭职时三遇恩诏加至二等男，从征湖广、福建等地有功，授一等男，因事降为三等男，官至工部尚书兼佐领。其子英素袭职后从征厄鲁特噶尔丹有功，授二等男，官至护军参领，其孙郎保袭职时改为三等男，从征准噶尔阵亡，其养子阿克敦袭职时改为一等轻车都尉兼一云骑尉世职。因无嗣由格赫理曾孙常升袭职，云骑尉由其养子讷苏肯承袭。
索浑任佐领，从征察哈尔、松山、锦州、北京、山东等地有功，授为骑都尉，任前锋参领，其子拉哈、孙苏尔瑚、曾孙佛旒、元孙绶常等先后袭职。
康熙第二任孝昭仁皇后之父遏必隆为和硕公主穆库什所生，额亦都的第十六子遏必隆，皇太極時期，代替父親之功勞，袭替其父额亦都留下的一等子爵，但後因事遭革退。皇太極時期，授騎都尉。順治時期，袭其兄图尔格的二等公，合并本身世职晋为一等公爵，历任議政大臣、少傅兼太子太傅等官职。順治帝顧命为四大辅政大臣之一，康熙帝親政後，加太师另賜一等公，后因依附权臣鳌拜革除公爵和太师，后恢复一等公爵位。遏必隆的长子法喀承袭一等公，历任御前大臣、内大臣、护军统领兼佐领；四子尹德任三等侍卫，随康熙帝亲征噶尔丹后袭一等子，历任擢散秩大臣、正蓝旗都统兼掌满洲蒙古汉军三旗都统印务，后承袭公爵，官至授为领侍卫内大臣仍兼正蓝旗都统。其所袭之一等子令亲伯车尔格之孙丰阿达承袭。尹德五弟阿灵阿袭一等公，历任议政大臣、领侍卫内大臣、理藩院尚书兼佐领等官职，由次子阿尔松阿承袭，后因罪处死。尹德长子策楞任御前侍卫、广州将军；次子讷亲以外戚身份封二等公，任散秩大臣，不久加封果毅公封号，晋一等公，后因指挥金川之战不力处死。讷亲五弟阿里衮袭封一等公，官至大学士，其子尚书丰昇额等先后承袭。丰昇额因战功另外加封一等子，以其弟布彦达赉承袭。布彦达赉因其女为孝穆成皇后追封三等承恩公。
额亦都與额亦腾為堂兄弟，额亦腾之孫凌柱任四品典仪官，因其女孝圣宪皇后为乾隆帝生母，封一等承恩公，凌柱之父吴禄和祖父额亦腾，乾隆帝登基後，均追封一等公爵。而凌柱诸子赐舅舅之号，长子伊通阿，任散秩大臣兼佐领、次子伊松阿、三子伊三泰、四子伊绅泰均任侍卫。

#### 其余支系

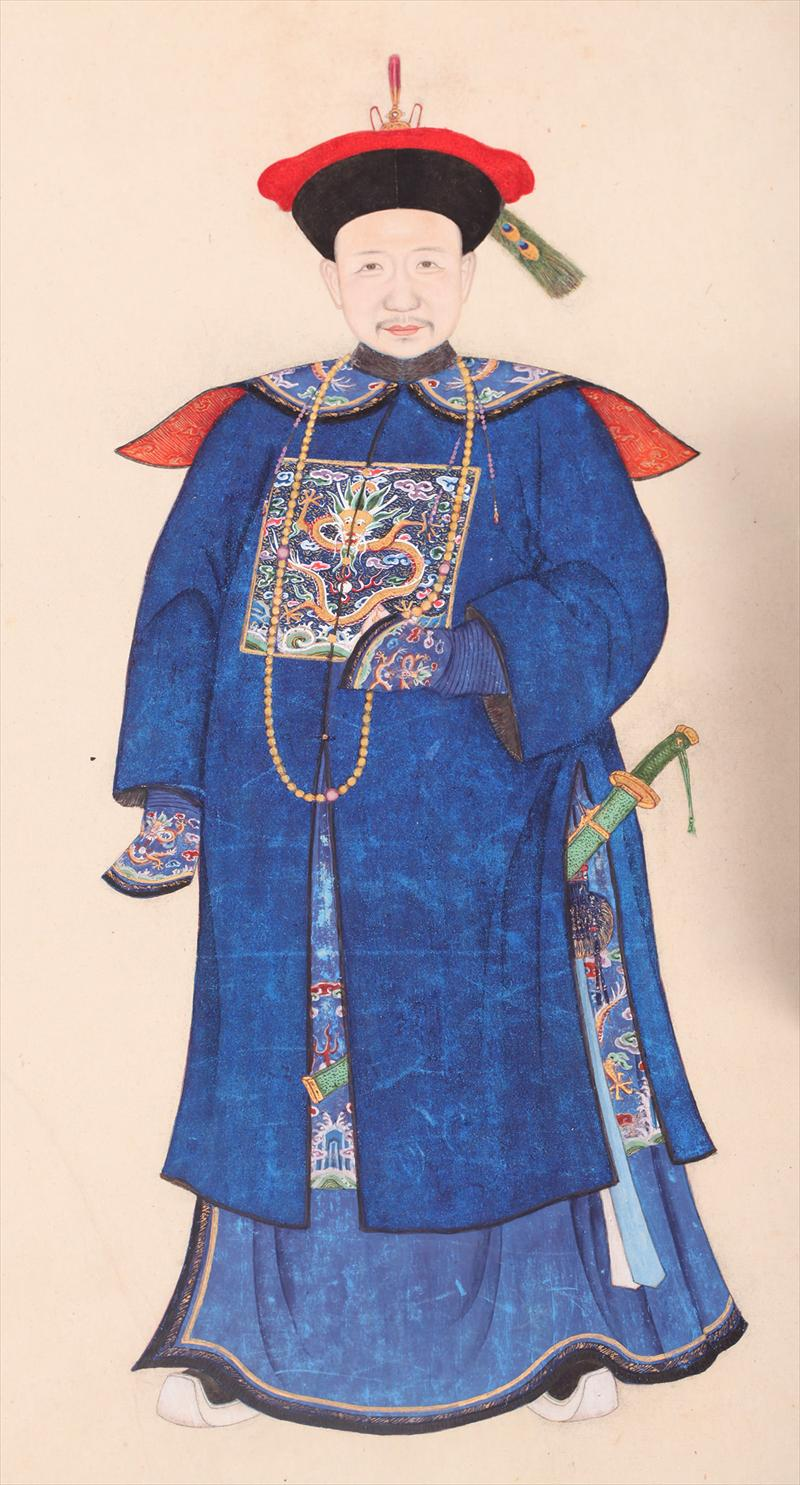
大学士和珅为额亦都伯祖噶哈察鸾九世孙

赖卢浑都督为额亦都叔祖额素勒勒巴克什第三子，世居英额，其孙镶红旗库尔禅任佐领，任弘文院大学士。库尔禅之弟库拜从征额赫库伦、抚顺等地有功授骑都尉，任吏部侍郎，考绩称职授三等轻车都尉，又征黑龙江有功授二等轻车都尉。其子商坚袭职后从征屯卫、山海关有功，加为一等轻车都尉，三遇恩诏晋至二等男，官至副都统，因降为二等轻车都尉，其弟苏拜、侄孙都统汪古理、曾孙副都统福昌等先后袭职。赖卢浑都督曾孙哈尔萨任护军参领，从征北京、山东、锦州、宁远、黑龙江、山海关等地有功，优授为骑都尉兼一云骑尉世职。赉达巴颜为赖卢浑都督亲兄，其曾孙镶黄旗孟果为委署护军校，从征江西、两广、云南等地有劳绩，授云骑尉，后征厄鲁特噶尔丹有功晋为骑都尉世职。赉达巴颜元孙法特哈官至盛京户部侍郎。
噶哈察鸾为额亦都伯祖、赖卢浑都督亲伯，其曾孙正红旗倭琛任前锋，从征山西蒲城县首先登城，赐巴图鲁号，授骑都尉。从征舟山有功加一云骑尉，官至杭州副都统，后因事革职停袭。噶哈察鸾玄孙尼雅哈纳从征北京、山东，梯攻河间府首先登城，赐巴图鲁号，授三等轻车都尉，其子鄂锡理袭职遇恩诏加为二等轻车都尉，其弟蒙鄂绰、侄武勒、长生、侄孙阿哈硕色先后袭职，阿哈硕色从征准噶尔阵亡，由其叔伊兰泰袭职，改回三等轻车都尉世职。此后，尼雅哈纳四世孙常保承袭，因追叙阿哈硕色阵亡军功又赠一云骑尉，由常保之子善宝承袭。善宝后来改名和珅，为乾隆末期权臣，官至文华殿大学士、军机大臣，封一等忠襄公，后因罪自裁。其子丰绅殷德娶乾隆帝之女固伦和孝公主，封额驸，授三等伯，因无嗣，以堂兄丰绅宜绵之子福恩为养子，由其承袭祖上军功所得的三等轻车都尉世职。和珅之弟和琳任大将军，因平苗战功封一等伯，后卒于军中，赠一等公，其子丰绅宜绵袭，后被夺爵，改袭三等轻车都尉世职。噶哈察鸾元孙讷勒任护军校，在磨盘山阵亡，赠云骑尉世职；外青从征云南、噶尔丹有功优授骑都尉世职；五世孙董吉纳任委署护军参领，从征云南立功，授骑都尉，后因定藏有功加一云骑尉，官至江宁将军，因事革职停袭。达古山巴颜为噶哈察鸾之长子，其元孙镶红旗布舒库任防御，从征厄鲁特噶尔丹有功，授云骑尉世职。额赫理萨满为噶哈察鸾亲弟，四世孙正白旗觉和托任护军校，从征湖广、江西有功，优授骑都尉世职。
镶黄旗那尔察世居安图瓜尔佳，与赖卢浑都督等同族，授骑都尉，征明朝有功，授为三等轻车都尉，后于沙岭城阵亡。其子佛索里袭骑都尉，因事革退，其亲伯逊查秦袭职，因年老退休，再以佛索里承袭，终因不胜任罢职，遂由其弟瑚沙承袭。瑚沙从征大同、察哈尔、山海关、太原、四川有功，晋二等轻车都尉，三遇恩诏优加至二等男，因事降为三等男，官至都统兼佐领。其次子硕伯海分袭骑都尉世职；五子瑚碧图历任散秩大臣、副都统，分袭一等轻车都尉世职。那尔察之子吴沙任护军参领，从征河南、江南有功，授骑都尉兼一云骑尉，于厦门阵亡，优赠为一等轻车都尉，其曾孙福海袭职时改为三等轻车都尉世职。镶黄旗包衣罗岱为那尔察之亲兄，其子萨穆哈任内务府总管。
索和托墨尔根为额亦都伯高祖德尔素方殷次子，世居瓦尔喀，其七世孙镶红旗四格任护军校部委章京，清军定藏时著有劳绩，授云骑尉世职。鄂米那喀启为德尔素方殷曾孙，世居倭赫法三，其曾孙正黄旗胡通额任南苑总管。

### 其他
史籍中还记载了未注明为索和济巴颜后裔的世家。正红旗清山世居长白山，曾孙布尔哈任委署护军校，从征云贵、四川，于娘娘庙殿后阵亡赠云骑尉世职。因无嗣，由其亲弟岱音达、侄常舒等先后承袭。
正蓝旗舒通阿世居英额，其孙喀恺从征福建，攻建宁府时夺门先入有功，授云骑尉世职。台柱元孙瑚雅图任护军校，从征准噶尔阵亡，赠云骑尉世职。
正蓝旗阿尔哈库世居倭济，其孙瑚什那任佐领，从征云南有功授云骑尉世职。
正白旗孟果尔岱世居札库木，其子爱山任骁骑校，从征湖广于长沙府阵亡，赠云骑尉世职。
正蓝旗班柱世居浑春，其四子兑喀纳官至太子太保、文华殿大学士兼吏部尚书、佐领；曾孙对琳官至盛京工部侍郎；元孙禄格本系骑都尉兼一云骑尉，因事革职停袭。
正白旗穆和楞世居佛阿拉，其元孙郭丕官至杭州将军。

## 现代名人
中华人民共和国前水利部长、河北省省长钮茂生为钮祜禄氏，通满文书法，其书画作品中常以茂生或钮祜禄·茂生为落款。此外，演员郎祖筠、导演钮承泽、鋼琴家郎朗也有出自钮祜禄氏的说法。